# Condado de Hennepin
O Condado de Hennepin (em inglês:  Hennepin County) é um dos 87 condados do estado americano do Minnesota. A sede e maior cidade do condado é Minneapolis. Foi fundado em 1852.
O condado possui uma área de 1 571 km², dos quais 1 434 km² estão cobertos por terra e 137 km² por água, uma população de 1 152 425 habitantes, e uma densidade populacional de 803,7 hab/km² (segundo o censo nacional de 2010). É o condado mais populoso do Minnesota, e o 34º mais populoso dos Estados Unidos.